# Narsete il Grande
Narsete I il Grande, o Narses (IV secolo – 373), è stato un vescovo armeno, catholicos d'Armenia e di tutti gli armeni, proclamato santo dalla Chiesa apostolica armena e dalla Chiesa cattolica.

## Biografia
Era figlio di Atanagene e di Bambisch, sorella del re Tiran.
Appartenente ad una famiglia dell'alta nobiltà armena, i Gregoridi, alla quale era appartenuto anche Gregorio Illuminatore, sposò a Cesarea Sanducht, una principessa mamiconianea. Rimasto vedovo, fu nominato cavaliere da re Arshak II e, pochi anni più tardi, entrò nella gerarchia ecclesiastica e venne eletto catholicos nel 353.
Il suo patriarcato fu decisamente innovativo per l'Armenia. Fino ad allora infatti la Chiesa armena era stata identificata con la famiglia reale e la nobiltà, mentre Narsete la avvicinò alla credenze e gli usi del popolo armeno. Indetto il concilio di Ashtishat (354), tramite questo fece promulgare numerose leggi riguardanti: il matrimonio, le festività religiose ed il culto divino. Proibì inoltre i matrimoni fra cugini primi e l'uso di mutilazioni ed altri atti estremi per celebrare il lutto. Fece inoltre costruire scuole e ospedali, inviando monaci per tutto il paese a predicare il Vangelo alla popolazione più indigente.
Alcune di queste riforme non furono gradite al re, provocandone la reazione:  Narsete fu così esiliato (presumibilmente ad Edessa). Nonostante l'allontanamento forzato continuò ad intrattenere rapporti con il Regno armeno, tanto che si suppone abbia svolto il ruolo di ambasciatore a Costantinopoli per assicurare all'imperatore l'appoggio del regno nella guerra contro i Persiani.
Salita al trono il nuovo re, l'ariano Pap (369), Narsete fu reintegrato nel proprio trono patriarcale. Tuttavia Pap era uomo dissoluto ed il suo comportamento trovò la totale disapprovazione di Narsete che gli proibì l'entrata in chiesa. Pap allora, invitato il catholicos ad un banchetto di riconciliazione, lo fece avvelenare.

## Culto
Viene venerato come santo dalla Chiesa apostolica armena e da quella cattolica, che lo ricorda il 19 novembre.